# Seher
Ein Seher ist eine Person, der
- eine Fähigkeit von der Art des Hellsehens (Hellseher) oder der Präkognition oder
- das Zuteilwerden eines besonderen religiösen Erlebnisses in Form einer Vision (Visionär) oder einer Erscheinung

zugeschrieben wird.

## Begriffe

### Hellseher
Dem Hellseher soll es auf Grund angeborener oder erworbener Fähigkeiten möglich sein, auf paranormalem Weg an Informationen über Sachverhalte oder Ereignisse zu gelangen, die wegen ihrer räumlichen (Hellsehen) oder zeitlichen (Präkognition, Retrokognition) Distanz mit den Sinnen nicht wahrnehmbar sind. Der übergeordnete Begriff ist außersinnliche Wahrnehmung. Ein wissenschaftlicher Nachweis für das behauptete Phänomen konnte nicht erbracht werden. Macht ein Hellseher Aussagen über die Zukunft, nennt man diese „Prophezeiungen“.

### Visionär
Der Visionär soll Wahrnehmungen über transzendente Sachverhalte gemacht haben. Ein wissenschaftlicher Nachweis, ob das Wahrgenommene einer objektiven Realität entspricht, ist nicht möglich. Gibt ein Visionär Aussagen einer als solche wahrgenommenen transzendenten Instanz (Gott) wieder, nennt man dies Prophetie.

## Wirkung
Je nach Schwerpunkt wird das Phänomen des Sehers im Rahmen der Psychologie bzw. Parapsychologie oder der Religionswissenschaft bzw. der Theologie untersucht.
Es kann fließende Übergänge zwischen dem Hellseher und dem Visionär geben, so im Schamanismus und in den antiken Kulten. Beiden Formen des Sehers ist gemeinsam, dass seine Aussagen in der Regel nicht überprüfbar sind. Sie bieten aber den Reiz von sonst nicht zugänglichen „Informationen“. Die Akzeptanz eines Sehers setzt daher Glauben voraus. Besonders im religiösen, spirituellen Kontext wird der Seher erkannt und anerkannt.

## Bekannte Seher und Seher-Institutionen
In der Antike hatten Seher eine hohe Anerkennung.
Am bekanntesten ist das Orakel von Delphi: Aus der Erde aufsteigende Dämpfe versetzten die Pythia in Trance. Ihre Worte wurden dann von den Priestern interpretiert und den Ratsuchenden weitergegeben.
Kassandra, eine Seherin der griechischen Mythologie, soll den Trojanischen Krieg vorausgesagt haben.
In der Neuzeit erreichten die Prophezeiungen des Nostradamus oder Michel de Nostredame (1503–1566) große öffentliche Aufmerksamkeit. Er weissagte die Zukunft bis in unsere Zeit. Im Nachhinein betrachtet erwiesen sich für viele seiner Bewunderer die meisten seiner Vorhersagen als richtig. Unter anderem habe er den Ausgang vieler Kriege vorausgesagt; eine seiner Vorhersagen wurde als Weltuntergangsprophezeiung für die Jahrtausendwende interpretiert.
Sehr bekannt waren auch Nikolaus Drabik (1588–1671; latinisiert Nicolaus Drabicius), George Reichard, Johann Werner (1598 – nach 1669), Hans Engelbrecht (geb. 1599), Christine Poniatovska (1610–1644), Marie-Anne Lenormand (1772–1843) und Friederike Hauffe (geborene Wanner, 1801–1829), die „Seherin von Prevorst“.
In der zweiten Hälfte des 20. Jahrhunderts wurde Madame Buchela (1899–1986) als „Seherin von Bonn“ bekannt. Entgegen den Ergebnissen entsprechender Meinungsumfragen sagte sie 1953 Konrad Adenauers Wahlsieg voraus. Sie half bei der Aufklärung eines Mordfalls und erhielt einen Teil der ausgesetzten Belohnung für Hinweise auf die Täter. Eine weitere Seherin der jüngeren Vergangenheit war Ewangelia Pandewa Guschterowa (1911–1996), die „Seherin von Petritsch“ (Bulgarien). Sie erreichte als Baba Wanga einen hohen internationalen Bekanntheitsgrad.

## Prophezeiungen und Verheißungen
Es gibt jedoch noch eine andere Kategorie Seher, die bereits in der Bibel sowohl im Alten als auch im Neuen Testament auftreten. Sie prophezeien Geschehnisse, die auftreten können, wenn etwas nicht zuvor geschieht, z. B. „Buße tun der Gemeinde“. Tut sie das – die von Ninive tat es –, tritt das Ereignis nicht ein. Unterlässt sie die Auflage, die der Seher mitteilt, geschieht, wie durch Zufall, genau das prophezeite Übel. Martin Luther nannte das eine Verheißung mit Bedingung. Andere Arten von Prophezeiungen der Seher jedoch treten ohne Bedingung ein – es sind also Zukunftsvorhersagen, die oft bedeutungsvoll sein können. Hier ist es völlig egal, ob man etwas dafür oder dagegen tut.
Im Hinduismus werden Heilige und inspirierte Dichter als Seher oder Rishi bezeichnet.

## Missbrauch
Missbrauch der „Machtposition“ des Sehers gegenüber den Personen, die ihn konsultieren, und Scharlatanerie sind im Laufe der Geschichte ein immer wiederkehrendes Thema, das schon in der Bibel behandelt wird (die Frage nach dem „falschen Propheten“), und stellen nach wie vor immer wieder die Glaubwürdigkeit von Sehern in Frage.

## Beispiele in Literatur und Comics
- Kassandra von Christa Wolf
- Die Seherin von Prevorst von Justinus Kerner
- Asterix und der Seher von Uderzo, Goscinny
- Harry Potter (v. a. Der Gefangene von Askaban, Der Orden des Phönix) von Joanne K. Rowling
- Snorri, Edda, erschienen in verschiedenen Verlagen